# Mitchell Hurwitz
Pour les articles homonymes, voir Hurwitz.
Mitchell D. Mitch Hurwitz, dit Mitch Hurwitz, né le 29 mai 1963 à Anaheim, en Californie, est un scénariste, producteur et acteur de télévision américain. Il est surtout connu comme le créateur de la sitcom télévisée Arrested Development ainsi que le cocréateur de The Ellen Show, et un contributeur à The John Larroquette Show et Les Craquantes (The Golden Girls).

## Vie privée
Hurwitz est marié à l'actrice Mary Jo Keenen. Ils ont deux filles, May Asami, née en 2000 et Phoebe Hitomi née en 2002. Le nom du personnage de Maeby dans Arrested Development est le résultat de la combinaison des noms de leurs filles.

## Télévision
| Année                      | Titre                            | Rôle                                                                    |
| -------------------------- | -------------------------------- | ----------------------------------------------------------------------- |
| 1989                       | Heartland                        | Coproducteur associé                                                    |
| 1990                       | Empty Nest                       | Écrivain                                                                |
| 1990–1991                  | Nurses                           | Écrivain et producteur                                                  |
| 1990–1992                  | Les Craquantes                   | Monteur, scénariste et producteur exécutif                              |
| 1992–1993                  | The Golden Palace                | Scénariste et producteur superviseur                                    |
| 1993–1996                  | The John Larroquette Show        | Écrivain et producteur exécutif                                         |
| 1999                       | Everything's Relative            | Créateur, scénariste et producteur exécutif                             |
| 2001-2002                  | The Ellen Show                   | Cocréateur, scénariste et producteur exécutif                           |
| 2002-2003                  | Less Than Perfect                | Producteur consultant                                                   |
| 2003                       | Hench at Home                    | Pilote; cocréateur, scénariste et producteur exécutif                   |
| 2003-2006, 2013, 2018-2019 | Arrested Development             | Créateur, scénariste, producteur exécutif et codirecteur de la saison 4 |
| 2007                       | The Thick of It                  | Pilote; développeur, scénariste et producteur exécutif                  |
| 2009                       | Sit Down, Shut Up                | Créateur, scénariste et producteur exécutif                             |
| 2009                       | Happiness Isn't Everything       | Pilote; cocréateur, scénariste et producteur exécutif                   |
| 2009                       | Waiting to Die                   | Pilote; producteur exécutif                                             |
| 2009                       | The Bridget Show                 | Pilote; producteur exécutif                                             |
| 2009                       | Bless This Mess                  | Pilote; producteur exécutif                                             |
| 2009                       | Absolutely Fabulous              | Pilote; producteur exécutif                                             |
| 2009                       | Brothers                         | Producteur exécutif                                                     |
| 2010                       | Wright vs. Wrong                 | Pilote; producteur exécutif                                             |
| 2010                       | Team Spitz                       | Pilote; producteur exécutif                                             |
| 2010                       | Lee Mathers’                     | Pilote; producteur                                                      |
| 2010-2011                  | Running Wilde                    | Cocréateur, scénariste, producteur exécutif et réalisé "Basket Cases"   |
| 2011                       | In the Flow with Affion Crockett | Producteur exécutif                                                     |
| 2016                       | Flaked                           | Producteur exécutif                                                     |
| 2016-2017                  | Lady Dynamite                    | Cocréateur, scénariste, producteur exécutif et réalisé "Pilot"          |
| 2019                       | Corn and Peg                     | Écrivain                                                                |

### En tant qu'acteur
| Année     | Titre                       | Rôle               | Remarques           |
| --------- | --------------------------- | ------------------ | ------------------- |
| 1993      | Surf Ninjas                 | Surf Dude # 2      |                     |
| 2007      | Clark et Michael            | Ramsay             | 2 épisodes          |
| 2011      | Workaholics                 | «Fun» Eric         | Épisode: "Dry Guys" |
| 2013      | Kroll Show                  | Jason Richards     | 2 épisodes          |
| 2014-2015 | Community                   | Koogler            | 2 épisodes          |
| 2016-2017 | Portlandia                  | Rôles divers       | 4 épisodes          |
| 2016-2017 | Animals.                    | Larry / Dad (voix) | 2 épisodes          |
| 2018      | A Futile and Stupid Gesture | Éditeur Time-Life  |                     |

## Prix
- 2004 Primetime Emmy Award pour la série de comédie exceptionnelle[5] – Gagné
- 2004 Primetime Emmy Award pour l'écriture exceptionnelle d'une série comique – Gagné – "Pilote"
- 2005 Primetime Emmy Award pour la série de comédie exceptionnelle  – Nommé
- 2005 Primetime Emmy Award pour l'écriture exceptionnelle d'une série comique  – Gagné – Righteous Brothers (avec Jim Vallely)
- 2006 Primetime Emmy Award pour la série de comédie exceptionnelle  – Nommé
- 2006 Primetime Emmy Award pour l'écriture exceptionnelle d'une série comique  – Nommé – Arrested Development (avec Richard Day, Chuck Tatham et Jim Vallely)
- 2009 16e Festival annuel du film d'Austin –  – Prix du meilleur scénariste de télévision Gagné

## références
1. ↑  « Mitchell D Hurwitz, Born 05/29/1963 in California - CaliforniaBirthIndex.org », www.californiabirthindex.org
2. ↑  « 'Arrested Development': 13 Things We Learned at the Bluth Family Reunion », Reuters,‎ 3 octobre 2011 (lire en ligne)
3. ↑  « May Asami "Maisie" Hurwitz », Variety,‎ 21 juin 2000 (lire en ligne)
4. 1 2  « `Arrested' faces the sitcom riddle », Chicago Tribune,‎ 24 août 2004 (lire en ligne)
5. ↑  « Arrested Development », Emmys.com (consulté le 25 octobre 2012)